# Gérard Blain
Gérard Blain, nato Gérard Ernest Zéphirin Blain, (Parigi, 23 ottobre 1930 – Parigi, 17 dicembre 2000), è stato un attore e regista francese.

## Biografia
Gérard Blain era ancora bambino quando il padre, architetto parigino, abbandonò la famiglia. Il futuro attore trascorse un'infanzia turbolenta da "ragazzo di strada" nella Parigi occupata. A tredici anni abbandonò la scuola senza aver conseguito alcun titolo di studio e trascorse un breve periodo nelle FFI (Forces Françaises de l'intérieur), raggruppamento dei principali movimenti della Resistenza francese. Trovato lavoro in una scuderia a Maisons-Laffitte, fu vittima di aggressione sessuale da parte di un uomo più adulto: questa esperienza, tenuta segreta per molti anni, segnò tutta la sua vita futura e ispirò alcuni suoi lavori da regista, come Un enfant dans la foule, presentato in concorso al Festival di Cannes 1976.
Grazie al suo aspetto fisico tra un James Dean e un giovane Alain Delon, cominciò a recitare nel cinema in una serie di brevi ruoli non accreditati, tra i quali quello del buttafuori di un locale notturno in Grisbì. Il regista André Cayatte lo scelse per una parte minore nella controversa produzione italo-francese Prima del diluvio (1954), ma fu Julien Duvivier a offrirgli l'occasione di mettersi definitivamente in luce con il dramma Ecco il tempo degli assassini (1956), nel ruolo di Gérard Delacroix, un giovane studente di medicina irretito da una femme fatale (Danièle Delorme) che vuole spingerlo ad uccidere il padre adottivo (Jean Gabin).
Dotato di una maschera tormentata e di un volto dai lineamenti affilati, Blain apparve destinato a personaggi "maledetti" e interiormente fragili, interpretandoli con una recitazione spoglia e caratterizzata da tic, e presentandosi al grande pubblico come attore assai diverso dai suoi predecessori della tradizione francese e molto in sintonia con le nuove tendenze della Nouvelle Vague. L'incontro con il regista Claude Chabrol consentì a Blain di affermarsi definitivamente, grazie ai ruoli interpretati nelle pellicole Le beau Serge (1957) e I cugini (1958).
Alla fine degli anni cinquanta, Blain ebbe occasione di fornire buone prove drammatiche anche in Italia, dove lavorò con Mauro Bolognini in Giovani mariti (1958), e con Francesco Maselli ne I delfini (1960). Carlo Lizzani lo diresse ne Il gobbo (1960), nel ruolo di Alvaro Cosenza, un partigiano che dopo la Caduta della Repubblica Sociale Italiana diventa un pericoloso bandito, e in L'oro di Roma (1961), nel ruolo del calzolaio ebreo Davide, in lotta contro l'occupazione nazista dopo l'armistizio.
Nel 1962 l'attore venne scritturato per partecipare al film d'avventura Hatari!, diretto da Howard Hawks, interpretato anche da John Wayne, Elsa Martinelli, Hardy Krüger e Red Buttons. La pellicola, ambientata in Tanganica e incentrata sulle vicende di un gruppo di cacciatori che catturano animali selvatici per destinarli agli zoo europei, vede Blain nella parte di Charles Mauroy, un misterioso francese che viene accolto nel gruppo grazie alla sua abilità con il fucile. Per il ruolo era stato inizialmente preso in considerazione anche Yves Montand, ma alla fine Hawks scelse Blain, ormai conosciuto all'estero come il "James Dean di Francia".
L'esperienza della grande produzione hollywoodiana non convinse l'attore che, insofferente alle regole dello star system americano, rifiutò di sottoscrivere un contratto e rientrò in Francia per proseguire la propria carriera in patria, con interpretazioni di personaggi anticonformisti e tendenzialmente ribelli.
Dall'inizio degli anni settanta passò anche dietro la macchina da presa, debuttando come regista con il film Gli amici (1971), premiato con il Pardo d'oro all'opera prima al Festival internazionale del film di Locarno. Tra le sue migliori interpretazioni nell'ultima parte della carriera, da ricordare il ruolo di Raoul Minot in L'amico americano (1977) di Wim Wenders, e quello del Dottor Brauner nella miniserie TV Quei trentasei gradini (1985).

## Vita privata
Dal 1953 al 1956 fu sposato con l'attrice Estella Blain (interprete, fra gli altri, del film Totòtruffa '62), e dal 1956 al 1959 con l'attrice Bernadette Lafont. Dal terzo matrimonio (1960-1966) con Monique Sobieski, Blain ebbe un figlio, Paul (nato nel 1960). Sposatosi per la quarta volta nel 1966 con Marie-Hèlene Bauret, da lei ebbe due figli, Régis e Pierre.

## Filmografia parziale

### Come attore
- Ecco il tempo degli assassini (Voici le temps des assassins), regia di Julien Duvivier (1956)
- I peccatori guardano il cielo (Crime et châtiment), regia di Georges Lampin (1956)
- L'età difficile (Les Mistons) (cortometraggio), regia di François Truffaut (1957)
- Giovani mariti, regia di Mauro Bolognini (1958)
- Teste calde (Le désir mène les hommes), regia di Émile Roussel (1958)
- Le beau Serge, regia di Claude Chabrol (1958)
- I cugini (Les Cousins), di Claude Chabrol (1959)
- Match contro la morte (Match contre la mort), regia di Claude Bernard-Aubert (1959)
- Via Margutta, regia di Mario Camerini (1960)
- I delfini, regia di Francesco Maselli (1960)
- Il gobbo, regia di Carlo Lizzani (1960)
- Charlotte et son Jules (cortometraggio), regia di Jean-Luc Godard (1960)
- L'oro di Roma, regia di Carlo Lizzani (1961)
- La Peau et les Os, regia di Jean-Paul Sassy (1961)
- Lo sgarro, regia di Silvio Siano (1962)
- Hatari!, regia di Howard Hawks (1962)
- La smania addosso, regia di Marcello Andrei (1963)
- Le vergini (Les Vierges), regia di Jean-Pierre Mocky (1963)
- La Soupe aux poulets, regia di Philippe Agostini (1963)
- La pappa reale (La bonne soupe), regia di Robert Thomas (1964)
- Via Veneto, regia di Giuseppe Lipartiti (1964)
- Amori pericolosi, regia di Alfredo Giannetti e Carlo Lizzani (1964)
- Un amore, regia di Gianni Vernuccio (1965)
- MMM 83 - Missione morte molo 83, regia di Sergio Bergonzelli (1966)
- Il 13º uomo (Un homme de trop), regia di Costa Gavras (1967)
- Paolo e Francesca, regia di Gianni Vernuccio (1971)
- L'amico americano (Der amerikanische Freund), regia di Wim Wenders (1977)
- Quei trentasei gradini, regia di Luigi Perelli (1984)
- Poussière d'ange, regia di Édouard Niermans (1987)
- Il bambino d'inverno (L'Enfant de l'hiver), regia di Olivier Assayas (1989)

### Come regista
- Gli amici (Les Amis) (1971) anche interprete
- Le Pélican (1974)
- Un enfant dans la foule (1976)
- Un second souffle (1978)
- Le Rebelle (1980)
- Michel Tournier (documentario TV, 1983)
- Pierre et Djemila (1986)
- La Fortune de Gaspard (telefilm, 1993)
- Jusqu'au bout de la nuit (1995) anche interprete
- Ainsi soit-il (2000)

## Doppiatori italiani
- Massimo Turci in I peccatori guardano il cielo, Via Margutta, Hatari!, Un amore
- Giuseppe Rinaldi in Il gobbo, L'oro di Roma
- Cesare Barbetti in Giovani mariti
- Riccardo Cucciolla in I delfini
- Renato Izzo in Lo sgarro
- Pino Colizzi in La smania addosso